# 不適合元素
不適合元素（ふてきごうげんそ、英語: incompatible element ）とは、岩石学や地球化学の用語であり、そのイオンの大きさ、またはイオンの酸化数、あるいはその両方が原因で、造岩鉱物の結晶に入り込みにくい元素のことである。非適合元素とも呼ばれる。対義語は、適合元素（compatible element）。
以下のような元素が該当する。
- イオン半径が、母岩（性質が変化する前の岩石のこと）を構成する主な元素のものよりも著しく大きい元素。このグループに属する不適合元素をLILE（large-ion lithophile elements）と呼ぶ。例えば、ルビジウム、セシウム、ストロンチウム、バリウムなどの元素が、LILE に属する[2]。
- イオン化した時の酸化数（電荷）が大きい元素。このグループに属する不適合元素を、HFSE（high field strength elements）と呼ぶ。例えば、ジルコニウム、ニオブ、ハフニウム、タンタルなどの元素が、HFSE に属する。この他、ランタノイドに属する元素（例えば、ランタン）や、アクチノイドに属する元素（ここでは特に、ウランやトリウムのような天然に存在する放射性元素を指している）も、この HFSE に属する[2]。
- 上記の両方が原因となる元素としては、ランタンのような、ランタノイドに属する元素のなかで、特に原子番号の小さい元素が挙げられる。なお、ランタノイドのなかで最もイオン半径が大きいのは、ランタンである（このイオン半径が最も大きい理由は、ランタノイド収縮を参照のこと）。

## マントル
上記のような元素は固体のマントルの中から追い出されやすく、何らかの原因でマントルが部分溶融（母岩が不完全に溶融すること）すると、他の元素よりも先に溶融した部分、つまり、溶融体（液体になった部分）へと選択的に追い出される。このような元素は溶融体へと選択的に濃集されるとも換言できる。このために不適合元素は、液相濃集元素（hygromagmatophile element）とも呼ばれる。当然ながら、このようにしてできた溶融体は母岩とは化学組成が異なるのは言うまでもない。ただし、一口に部分溶融とは言っても、その程度は様々で、さらに溶融が進めば、たとえ適合元素でも溶融体へと溶け出してくることも付言しておく。ともあれ、このように不適合元素は固体のマントルから溶融体へと選択的に移行するために、地殻が形成される時、マントルから地殻へと移動してしまう。このため、マントルにおける不適合元素は、マントルでは含有量が低下し、逆に地殻では含有量が増加する。
なお、実際にこのような現象が地球で起こっている証拠としては、例えばウランは、地球のマントルでは濃度が低く、地球の地殻では濃度が高いことなどが挙げられる。もし仮にウランが、現在の地球の地殻中の濃度と同じ濃度で地球全体に分布していた場合、ウランが原子核崩壊する時に発生する崩壊熱のせいで、地球の温度は上がり続けると見積もられているものの、実際にはそのような温度上昇が観測されていない。したがって、地球におけるウランの濃度は地殻において高く、マントルにおいては低くなければ理屈が合わないという間接的な証拠が挙げられる。

## 地殻
地殻においても、火成岩で造岩鉱物の結晶が成長する時に、やはり不適合元素が結晶から追い出されて、ペグマタイトや熱水へと濃集する傾向がある。